# Richard Križan
Richard Križan (Plášťovce, 23 settembre 1997) è un calciatore slovacco, difensore della Dyn. Č. Budějovice in prestito dallo Slovan Bratislava.

## Caratteristiche tecniche
È un difensore centrale.

## Carriera

### Club
Cresciuto nelle giovanili del Nitra, ha esordito in prima squadra il 21 maggio 2016 in occasione del match di Superliga pareggiato 1-1 contro il Tatran Prešov.

### Nazionale
Nel 2018 ha giocato una partita con la nazionale slovacca Under-21.

## Palmarès

### Club

#### Competizioni nazionali
- Campionato slovacco: 3

Slovan Bratislava: 2021-2022, 2022-2023, 2023-2024